# Municipio de Welda
El municipio de Welda (en inglés: Welda Township) es un municipio ubicado en el condado de Anderson en el estado estadounidense de Kansas. En el año 2010 tenía una población de 290 habitantes y una densidad poblacional de 2,5 personas por km².

## Geografía
El municipio de Welda se encuentra ubicado en las coordenadas 38°9′44″N 95°19′21″O / 38.16222, -95.32250. Según la Oficina del Censo de los Estados Unidos, el municipio tiene una superficie total de 116.03 km², de la cual 115,06 km² corresponden a tierra firme y (0,83 %) 0,96 km² es agua.

## Demografía
Según el censo de 2010, había 290 personas residiendo en el municipio de Welda. La densidad de población era de 2,5 hab./km². De los 290 habitantes, el municipio de Welda estaba compuesto por el 95,86 % blancos, el 0,34 % eran afroamericanos, el 0,34 % eran amerindios, el 2,07 % eran asiáticos, el 1,38 % eran de otras razas. Del total de la población el 1,38 % eran hispanos o latinos de cualquier raza.